# The Big House
The Big House is een Amerikaanse dramafilm uit 1930, geregisseerd door George Hill. De hoofdrollen worden gespeeld door Chester Morris, Wallace Beery, Lewis Stone en Robert Montgomery.
De film werd genomineerd voor vier Oscars, waaronder de Oscar voor beste film. De film wist uiteindelijk twee nominaties te verzilveren.

## Rolverdeling
| Acteur                | Personage    |
| --------------------- | ------------ |
| Chester Morris        | Morgan       |
| Wallace Beery         | Butch        |
| Lewis Stone           | Warden       |
| Robert Montgomery     | Kent         |
| Leila Hyams           | Anne         |
| George F. Marion      | Pop          |
| J. C. Nugent          | Mr. Marlowe  |
| Karl Dane             | Olsen        |
| DeWitt Jennings       | Wallace      |
| Matthew Betz          | Gopher       |
| Claire McDowell       | Mrs. Marlowe |
| Robert Emmet O'Connor | Donlin       |
| Tom Kennedy           | Uncle Jed    |
| Tom Wilson            | Sandy        |
| Eddie Foyer           | Dopey        |
| Roscoe Ates           | Putnam       |
| Fletcher Norton       | Oliver       |

## Prijzen en nominaties
| Jaar | Prijs          | Categorie               | Genomineerde(n) | Uitslag     |
| ---- | -------------- | ----------------------- | --------------- | ----------- |
| 1930 | Academy Awards | Beste film              | Beste film      | Genomineerd |
| 1930 | Academy Awards | Beste acteur            | Wallace Beery   | Genomineerd |
| 1930 | Academy Awards | Beste bewerkte scenario | Francis Marion  | Gewonnen    |
| 1930 | Academy Awards | Beste geluid            | Douglas Shearer | Gewonnen    |